# 乌皮达芒格阿拉姆
乌皮达芒格阿拉姆（Uppidamangalam），是印度泰米尔纳德邦Kapur县的一个城镇。总人口10039（2001年）。

## 人口
该地2001年总人口10039人，其中男性5023人，女性5016人；0—6岁人口885人，其中男478人，女407人；识字率61.81%，其中男性为73.94%，女性为49.66%。